# David Murphy
David Paul Murphy (født 1. marts 1984 i Hartlepool, England) er en engelsk tidligere fodboldspiller, der spillede som venstre back. Han repræsenterede Middlesbrough F.C., Birmingham og skotske Hibernian, ligesom han har spillet på lejebasis hos Reading F.C.